# Robert Šarović
Robert Šarović (* 12. Juni 1978 in Iserlohn) ist ein ehemaliger deutsch-serbischer Basketballspieler. Sarović begann seine Karriere im Erwachsenenbereich im Herkunftsland seiner Familie in der damaligen Bundesrepublik Jugoslawien. Zwischen dem Jahr 2000 und 2004 spielte er für verschiedene Vereine in seinem Geburtsland Deutschland in der 2. Basketball-Bundesliga. Nach Stationen in der Schweiz, Griechenland und Frankreich spielte er in Tschechien vier Jahre für den ehemaligen Meister aus Nový Jičín, bevor er seit 2011 seine Karriere mit kurzer Unterbrechung in der rumänischen Divizia A in fortsetzt, in der er zuletzt 2014 bei CSU Sibiu unter Vertrag stand.

## Karriere
Der in Deutschland geborene Šarović begann seine Karriere im Herkunftsland seiner Familie in Jugoslawien. In der Saison 1995/96 durfte er für den jugoslawischen Zweitligisten Proleter Naftagas aus Zrenjanin erste Spiele im Seniorenbereich absolvieren. Mit der Juniorenauswahl der Bundesrepublik Jugoslawien gewann Šarović bei der U18-Europameisterschaft 1996 eine Bronzemedaille. Dies blieb sein einziger Endrundeneinsatz für eine jugoslawisch-serbische Auswahlmannschaft. Anschließend spielte er vier Spielzeiten für KK Beobanka aus der Hauptstadt Belgrad in der damals noch YUBA genannten höchsten Spielklasse. 1998 reichte es zum Finaleinzug im nationalen Pokalwettbewerb, das jedoch gegen KK Budućnost Podgorica verloren ging. Im Jahr 2000 wurde die Lizenz des Vereins an Investoren verkauft, die die Mannschaft als KK Vojvodina in Novi Sad weiterspielen ließen.
Šarović kehrte im Jahr 2000 in sein Geburtsland zurück und schloss sich dem rheinländischen Zweitligisten SG Sechtem in der Gruppe Nord der 2. Basketball-Bundesliga an. In der Saison 2000/01 erreichte der Kooperationspartner des benachbarten Erstligisten Telekom Baskets Bonn einen siebten Platz bei nahezu ausgeglichener Saisonbilanz. Ein ähnliches Ergebnis erreichte Šarović in der darauffolgenden Saison 2001/02 mit der Basketballmannschaft von Eintracht Frankfurt in der Gruppe Süd. Zur Saison 2002/03 kehrte er in die Gruppe Nord zurück, wo er für den Zweitligarückkehrer ART Düsseldorf aktiv war. Der Neuling erreichte einen guten fünften Platz. Im Anschluss daran wechselte Šarović zu den ambitionierten Eisbären Bremerhaven, die in der Saison 2003/04 auf dem zweiten Platz der Gruppe Nord hinter den Schwelmer Baskets den Aufstieg erneut nur knapp verpassten. Dieser Aufstieg sollte der Mannschaft ein Jahr später gelingen, doch Šarović spielte in der Saison 2004/05 für Lausanne Morges Basket im Kanton Waadt in der Schweizer Basketball-Nationalliga, das dort eine Mittelfeldplatzierung erreichte.
Zur Saison 2005/06 wechselte Šarović in die zweite griechische Liga A2 Ethniki zu Athlitikos Omilos aus Egaleo im Großraum Athen. Mit diesem Verein schaffte er 2006 den Aufstieg in die höchste Spielklasse und wurde dabei von Kommentatoren der Fach-Internetseite eurobasket.com als bester Spieler der zweiten Liga auf seiner Spielposition des Power Forwards angesehen. In der höchsten Spielklasse A1 Ethniki konnte sich Šarović nicht so wie gewünscht durchsetzen und der abstiegsbedrohte Aufsteiger entließ ihn noch während der Saison aus seinem Vertrag. Im Februar 2007 wechselte Šarović zum französischen Ex-Meister Basket Racing Club aus Paris. Die Mannschaft verpasste jedoch erneut die Play-offs um die Meisterschaft, bevor sie nach Saisonende mit Levallois Basket zu Paris-Levallois Basket fusionierte. Šarović spielte in der Saison 2007/08 dann jedoch bereits für den tschechischen Ex-Meister Geofin aus Nový Jičín. Diesem Verein blieb er insgesamt vier Spielzeiten treu und erreichte hier zunächst zwei Vizemeisterschaften hinter Serienmeister ČEZ Nymburk. In der Saison 2009/10 verlor man dann die Play-off-Halbfinalserie gegen BK Prostějov; in der Saison 2010/11 gehörte man bereits nicht mehr zu den führenden Mannschaften der Liga und schied bereits in der ersten Play-off-Runde aus.
Zur Saison 2011/12 zog der mittlerweile 33-jährige Šarović weiter nach Rumänien zum Klub aus Timișoara. Nachdem er bereits mit Beobanka 1997 im Korać-Cup in internationalen Vereinswettbewerben aktiv gewesen war, nahm er mit dieser Mannschaft auch wieder in offiziellen internationalen Wettbewerben. In der Balkan International Basketball League 2011/12 erreichte man jedoch nur fünf Siege in zehn Gruppenspielen und scheiterte damit knapp am Einzug in die Play-offs. Als rumänischer Vizemeister 2012 hinter CSU Asesoft Ploiești, denen man in der Finalserie deutlich unterlegen war, wagte man jedoch die Rückkehr auf die kontinentaleuropäische Bühne in der EuroChallenge 2012/13. Im Unterschied zum sieglosen Meister Ploiești gelang in der Vorrunde zumindest ein Heimsieg gegen den ungarischen Vertreter aus Körmend in sechs Gruppenspielen, in denen auch zweimal gegen den späteren Dritten des Wettbewerbs EWE Baskets Oldenburg verloren wurde. Doch auch in der nationalen Meisterschaft lief es für die Mannschaft nicht mehr so erfolgreich wie ein Jahr zuvor. Als Hauptrundensechster verlor man die erste Play-off-Rundenserie gegen Titelverteidiger Ploiești. Im Folgenden war Šarović jenseits der Grenze in Zrenjanin für seinen ehemaligen Verein Proleter Naftagas in der zweiten serbischen Liga zu Beginn der Saison 2013/14 aktiv. Zum Jahreswechsel wechselte er aus dem Banat in das siebenbürgische Hermannstadt zum „Clubul Sportiv Universitatea“ (deutsch Universitätssportklub). Dort wurde er Mannschaftskollege seines serbischen Landsmanns Miloš Bojović und des US-Amerikaners Brandon Johnson, ehemals Zweitligaspieler für die BG Karlsruhe. Es blieb ein kurzes Gastspiel in Hermannstadt, nach seinem Weggang trat Šarović im Berufsbasketball nicht mehr in Erscheinung.